# Family Four

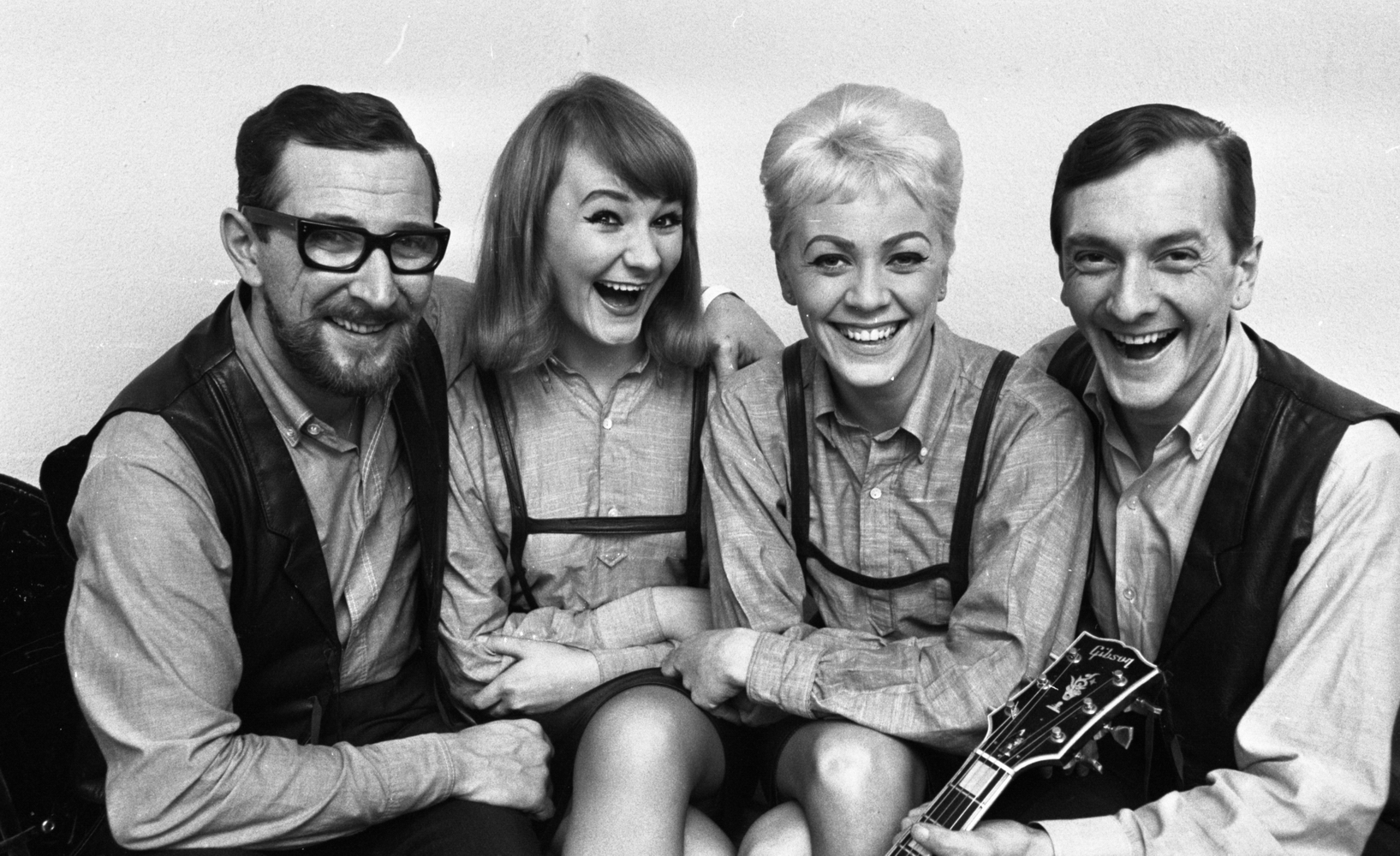
Family Four (1966)

Family Four war eine schwedische Schlagergruppe der 1960er und 1970er Jahre.

## Werdegang
Die Gruppe wurde 1964 von der Familie Öst (Berndt, Inger, Siw und Stig) in Göteborg gegründet. Ab 1969 aber bestand mit Berndt Öst, Agnetha Munther, Marie Bergman und Pierre Isacsson die erfolgreichste Formation.
Sie gewannen jeweils den Melodifestivalen 1971 und 1972 und durften daher beim Eurovision Song Contest 1971 mit dem Titel Vita vidder und beim Eurovision Song Contest 1972 mit dem Stück Härliga sommardag für Schweden antreten. Sie erreichten den sechsten (1971) und den dreizehnten Platz (1972).
Auch bei der Eröffnungsfeier der Fußball-Weltmeisterschaft 1974 repräsentierte die Gruppe Family Four ihr Heimatland Schweden.

## Diskografie
Alben
- 1971 (1971)
- Family Four’s jul (1971)
- Picknick (1972)
- Family Four på Berns (live) (1973)